# Länsväg N 880
Länsväg N 880 är en övrig länsväg i Hylte kommun i Hallands län (Småland) som går mellan byn Nyarp (Riksväg 26) och byn Höljeryd (Länsväg N 870) i Långaryds distrikt (Långaryds socken). Vägen är tio kilometer lång och passerar bland annat småorterna Nyby och Långaryd, den sistnämnda även kyrkby i Långaryds socken.
Vägen ansluter till:
- Riksväg 26 (vid Nyarp)
- Länsväg N 879 (vid Nyby)
- Länsväg N 882 (vid Långaryd)
- Länsväg N 882.01 (vid Långaryd)
- Länsväg N 881 (vid Höljeryd)
- Länsväg N 870 (vid Höljeryd)